# Mari Alfi
Mari Alfi (llatí: Marius Alfius) va ser medix tuticus, càrrec equivalent a suprem magistrat del poble dels campanis. Va ser derrotat i mort pel cònsol romà Tiberi Semproni Grac en una gran batalla prop de Cumes l'any 215 aC, quan va llançar un inesperat atac contra una assemblea on van morir més de 2.000 guerrers de la Campània.